# Ben Affleck
Ben Affleck, celým jménem Benjamin Geza Affleck, (* 15. srpna 1972 Berkeley) je americký filmový herec, režisér a scenárista.

## Osobní život
S Jennifer Garnerovou má dcery, Violet Anne a Seraphinu Rose Elizabeth, a syna Samuela.
Má liberálně levicové názory. V letech 2004 a 2008 se coby delegát zúčastnil Národního konventu Demokratické strany.
V roce 2015 se pokusil cenzurovat dokument Finding Your Roots o historii svého rodu, když chtěl zamlčet otrokářskou minulost jednoho svého předka. Když se aféra provalila, odmítla americká televize pořad odvysílat.
Již několikrát podstoupil léčbu ze závislosti na alkoholu, ale s problémem se závislostí na alkoholu se potýká i nadále.

## Filmografie

### Film
| Rok  | Český název                                                                                      | Role                   | Poznámky |
| ---- | ------------------------------------------------------------------------------------------------ | ---------------------- | --- |
| 1981 | The Dark End of the Street                                                                       | dítě na ulici          | |
| 1992 | Školní vázanky                                                                                   | Chesty Smith           | |
| 1992 | Buffy, zabíječka upírů                                                                           | basketbalista č. 10    | v titulcích neuveden |
| 1993 | Omámení a zmatení                                                                                | Fred O'Bannion         | |
| 1993 | I Killed My Lesbian Wife, Hung Her on a Meat Hook, and Now I Have a Three-Picture Deal at Disney |                        | krátkometrážní film |
| 1995 | Flákači                                                                                          | Shannon Hamilton       | |
| 1996 | Glory Daze                                                                                       | Jack                   | |
| 1997 | Hledám Amy                                                                                       | Holden McNeil          | |
| 1997 | Dobrý Will Hunting                                                                               | Chuckie Sullivan       | také scenárista Cena Akademie (Oscar) v kategorii nejlepší původní scénář Critic's Choice Award v kategorii nejlepší scénář Cena floridských filmových kritiků pro nováčka roku Zlatý glóbus v kategorii nejlepší scénář Cena Humanitas Prize – Scénář k celovečernímu filmu National Board of Review of Motion Pictures Award v kategorii přínos filmu Satellite Award v kategorii nejlepší původní scénář nominace — Cena Chlotrudis za nejlepší původní scénář nominace — Cena londýnských filmových kritiků pro scenáristu roku nominace — Filmová cena MTV v kategorii nejlepší filmový pár nominace — Cena internetových filmových kritiků v kategorii nejlepší původní scénář nominace – Writers Guild of America Award v kategorii nejlepší původní scénář |
| 1998 | Zamilovaný Shakespeare                                                                           | Ned Alleyn             | Screen Actors Guild Award za vynikající herecký výkon nominace – American Comedy Award pro nejzábavnějšího herce ve vedlejší roli |
| 1998 | Armageddon                                                                                       | A. J. Frost            | nominace — Filmová cena MTV za nejlepší mužský herecký výkon nominace — Filmová cena MTV za nejlepší filmový pár (s Liv Tyler) nominace — Cena Saturn za nejlepší mužský herecký výkon ve vedlejší roli |
| 1998 | Přízraky                                                                                         | šerif Bryce Hammond    | |
| 1999 | Dogma                                                                                            | Bartleby               | |
| 1999 | Živelná pohroma                                                                                  | Ben Holmes             | |
| 1999 | 200 cigaret                                                                                      | barman                 | |
| 2000 | Nahoru, dolů                                                                                     | Buddy Amaral           | nominace – Filmová cena MTV za nejlepší filmový polibek (s Gwyneth Paltrow) |
| 2000 | Falešná hra                                                                                      | Rudy Duncan            | |
| 2000 | Riziko                                                                                           | Jim Young              | |
| 2000 | Josef – Král snů                                                                                 | Joseph (hlas)          | |
| 2001 | Jay a Mlčenlivej Bob vrací úder                                                                  | Holden McNeil/Himself  | |
| 2001 | Táta a ti druzí                                                                                  | Lawrence Bowen         | |
| 2001 | Pearl Harbor                                                                                     | kapitán Rafe McCawley  | nominace – Zlatá malina za nejhorší herecký výkon nominace – Zlatá malina za nejhorší filmový pár (s Kate Beckinsale a Joshem Hartnettem) |
| 2002 | Nejhorší obavy                                                                                   | Jack Ryan              | |
| 2002 | Incident                                                                                         | Gavin Banek            | |
| 2002 | Pomoc!!! Já mám rande                                                                            | Michael                | |
| 2003 | Daredevil                                                                                        | Matt Murdock/Daredevil | Zlatá malina za nejhorší herecký výkon nominace – Filmová cena MTV za nejlepší filmový polibek (s Jennifer Garnerovou) |
| 2003 | Láska s rizikem                                                                                  | Larry Gigli            | Zlatá malina za nejhorší herecký výkon Zlatá malina za nejhorší filmový pár (s Jennifer Lopez) |
| 2003 | Výplata                                                                                          | Michael Jennings       | Zlatá malina za nejhorší herecký výkon |
| 2004 | Přežít Vánoce                                                                                    | Drew Latham            | nominace – Zlatá malina za nejhorší herecký výkon |
| 2004 | Táta na plný úvazek                                                                              | Ollie Trinke           | nominace – Zlatá malina za nejhorší herecký výkon nominace – Zlatá malina za nejhorší filmový pár (jak s Liv Tyler tak s Jennifer Lopez) |
| 2006 | Clerks II: Muži za pultem                                                                        | Gawking Guy            | |
| 2006 | Sejmi eso                                                                                        | Jack Dupree            | |
| 2006 | Světák                                                                                           | Jack Giamoro           | |
| 2006 | Hollywoodland                                                                                    | George Reeves          | Cena filmového festivalu ve Venice v kategorii nejlepší herec Cena Saturn v kategorii nejlepší herec ve vedlejší roli Hollywood Film Award v kategorii Nejlepší herec ve vedlejší roli nominace – Broadcast Film Critics Association Award v kategorii nejlepší herec ve vedlejší roli nominace – Chicago Film Critics Association Award v kategorii nejlepší herec ve vedlejší roli nominace – St. Louis Gateway Film Critics Associaton v kategorii nejlepší herec ve vedlejší roli nominace – Zlatý glóbus v kategorii nejlepší herec ve vedlejší roli |
| 2009 | Až tak moc tě nežere                                                                             | Neil                   | |
| 2009 | Na odstřel                                                                                       | Stephen Collins        | |
| 2009 | Extrakt                                                                                          | Dean                   | |
| 2010 | Manažeri                                                                                         | Bobby Walker           | |
| 2010 | The Town                                                                                         | Doug MacRay            | také režisér a scenárista nominace – Critics' Choice Movie Award v kategorii nejlepší obsazení a nejlepší scénář nominace – Denver Film Critics Society Award v kategorii nejlepší adaptovaný scénář nominace – San Diego Film Critics Society Awrd v kategorii nejlepší adaptovaný scénář nominace – Satellite Award v kategorii Nejlepší režisér |
| 2012 | K zázraku                                                                                        | Neil                   | |
| 2012 | Argo                                                                                             | Tony Mendez            | také režisér a producent African-American Film Critics Association Award v kategorii nejlepší režisér Critics' Choice Movie Award v kategorii nejlepší film a nejlepší režisér Denver Film Critics Society Award v kategorii nejlepší film a nejlepší režisér Directors Guild of America Award v kategorii nejlepší režie filmu Dorian Award v kategorii nejlepší film Empire Award v kategorii nejlepší film Florida Film Critics Circle Award v kategorii nejlepší film a nejlepší režisér Filmová cena Britské akademie v kategorii nejlepší film a nejlepší režisér Hochi Film Award v kategorii nejlepší mezinárodní film Hollywood Film Festival Award v kategorii nejlepší film Houston Film Critics Society Award v kategorii nejlepší film a nejlepší režisér Irish Film & Television Award v kategorii nejlepší film National Board of Review Award v kategorii nejlepší top 10 filmů a speciální ocenění za tvoření filmů New York Film Critics Online Award v kategorii nejlepší obsazení Oscar v kategorii nejlepší film nominace – Alliance of Women Film Journalists Award v kategorii nejlepší režisér Palm Springs International Film Festival Award v kategorii nejlepší obsazení Political Film Society Award v kategorii Expośé Producers Guild of America Award v kategorii nejlepš film Robert Award v kategorii nejlepší americký film San Diego Film Critics Society Award v kategorii nejlepší film a nejlepší režisér Screen Actors Guild Award v kategorii nejlepší obsazení filmu St. Louis Gateway Film Critics Association Award v kategorii nejlepší film a nejlepší režisér Zlatý glóbus v kategorii nejlepší film a nejlepší režisér nominace – AACTA Award v kategorii nejlepší mezinárodní film a nejlepší mezinárodní režisér nominace – Cena Saturn v kategorii nejlepší hororový/thrillerový film nominace – Dallas-Fort Worth Film Critics Association Award v kategorii nejlepší film (2. místo) a nejlepší režisér (3. místo) nominace – Detroit Film Critics Society Award v kategorii nejlepší film, nejlepší režisér a nejlepší obsazení nominace – Filmová cena Britské akademie v kategorii nejlepší herec v hlavní roli nominace – Filmová cena MTV v kategorii nejlepší herec nominace – Chicago Film Critics Association Award v kategorii nejlepší režisér nominace – Irish Film & Television Award v kategorii nejlepší režisér nominace – Japan Academy Prize v kategorii nejlepší mezinárodní film nominace – London Film Critics' Circle Award v kategorii film roku nominace – New York Film Critics Circle Award v kategorii nejlepší film (2. místo) a nejlepší režisér (3. místo) nominace – People's Choice Award v kategorii nejlepší dramatický film nominace – Satellite Award v kategorii nejlepší film a nejlepší režisér nominace – Teen Choice Award v kategorii nejlepší film – drama a nejlepší herec – drama nominace – Toronto International Film Festival Award v kategorii People's Choice Award (2. místo) nominace – Washington D.C. Area Film Critics Association Award v kategorii nejlepší film, nejlepší režisér, nejlepší obsazení |
| 2013 | Hra na hraně                                                                                     | Ivan Block             | |
| 2014 | Zmizelá                                                                                          | Nick Dunne             | Malinová cena vykoupení |
| 2016 | Batman v Superman: Úsvit spravedlnosti                                                           | Batman/Bruce Wayne     | |
| 2016 | Sebevražedný oddíl                                                                               | Batman                 | |
| 2016 | Zúčtování                                                                                        | Christian Wolf         | |
| 2016 | Pod rouškou noci                                                                                 | Joe Coughlin           | také scenárista a producent |
| 2017 | Liga spravedlnosti                                                                               | Batman/Bruce Wayne     | také výkonný producent |
| 2019 | Jay and Silent Bob Reboot                                                                        | Holden McNeil          | |
| 2019 | Trojí hranice                                                                                    | Tom „Redfly“ Davis     | |
| 2020 | Cesta zpátky                                                                                     | Jack Cunningham        | také producent |
| 2020 | To poslední, co chtěl                                                                            | Treat Morrison         | |
| 2021 | Liga spravedlnosti Zacka Snydera                                                                 | Bruce Wayne / Batman   | také výkonný producent |
| 2021 | Poslední souboj                                                                                  | Petr II. z Alençonu    | také scenárista a producent |
| 2021 | Něžný bar                                                                                        | Strýc Charlie          | |
| 2022 | Deep Water                                                                                       | Vic Van Allen          | |
| 2023 | Air: Zrození legendy                                                                             | Phil Knight            | režisér, producent a herec |
| 2023 | The Flash                                                                                        | Batman / Bruce Wayne   | |
| 2023 | Hypnotik                                                                                         | Daniel Rourke          | |
| 2025 | Zúčtování 2                                                                                      | Christian Wolf         | |

### Televize
| Rok             | Název                           | Role               | Poznámky                                                                                   |
| --------------- | ------------------------------- | ------------------ | ------------------------------------------------------------------------------------------ |
| 1984            | The Voyage of Mimi              | C.T. Granville     | 6 dílů                                                                                     |
| 1986            | ABC Afterschool Special         | Danny Coleman      | díl: „Wanted The Perfect Guy“                                                              |
| 1987            | Vražedný stisk                  | Billy Hearn        | televizní film                                                                             |
| 1988            | The Second Voyage of the Mimi   | C.T. Granville     | 12 dílů                                                                                    |
| 1991            | Danielle Steel: Táta            | Ben Watson         | televizní film                                                                             |
| 1993            | Almost Home                     | Kevin Johnson      | díl: „Is That All There Is?“                                                               |
| 1993            | Against the Grain               | Joe Willie Clemons | 8 dílů                                                                                     |
| 1994            | Lifestories: Families in Crisis | Aaron Henry        | díl: „A Body to Die For: The Aaron Henry Story“                                            |
| 1999–2013       | Saturday Night Live             | Sám sebe           | 8 dílů                                                                                     |
| 2001–2005, 2015 | Project Greenlight              | Sám sebe           | výkonný producent Nominace – Cena Emmy v kategorii Nejlepší reality show (2002, 2004–2005) |
| 2002            | Push, Nevada                    |                    | výkonný producent a scenárista                                                             |
| 2009            | Reporter                        |                    | dokument, výkonný producent                                                                |
| 2009            | Larry, kroť se                  | Zákazník           | díl: „Officer Krupke“                                                                      |
| 2015            | The Leisure Class               |                    | televizní film, výkonný producent                                                          |
| 2016            | The Runner                      |                    | výkonný producent                                                                          |
| 2016            | Incorporated                    |                    | výkonný producent                                                                          |
| 2019            | City on a Hill                  |                    | výkonný producent                                                                          |